# Zeeuwse kast
Een Zeeuwse kast is een met houtsnijwerk versierde renaissance-kast uit Zuid-Nederland.

## Kenmerken
Het geraamte van de kast is gemaakt van eikenhout. In het paneelwerk is deze houtsoort meestal gecombineerd met donkere houtsoorten zoals ebben en palissander. Dit type kast heeft een rijkelijk met houtsnijwerk versierd front, waarin vier (soms vijf) deuren met geprofileerde panelen.
De breedte van dit meubelstuk is groter dan de hoogte. De kasten staan vaak op afgeplat bolvormige voeten. Door een horizontaal accent tussen het onderste en het bovenste deel lijkt de kast enigszins op twee opgestapelde kisten. Soms hebben de kasten in dit tussenstuk of in het iets bredere fries 1 of twee laden. Leeuwenkoppen met ringen, die aan deze kasten vaak te zien zijn, werden later ook als decoratief element gebruikt aan Mechelse kasten. Als variant wordt de soberder uitgevoerde Brabantse kast genoemd. De kasten waren onder andere in gebruik voor het bewaren van lokale klederdracht zoals knipmutsen.

## Musea
Zeeuwse kasten bevinden zich in verschillende openbare meubelcollecties zoals:
- Instituut Collectie Nederland[1]
- Koninklijke Musea voor Schone Kunsten van België[2]
- Rijksmuseum Amsterdam[3]

## Afbeeldingen

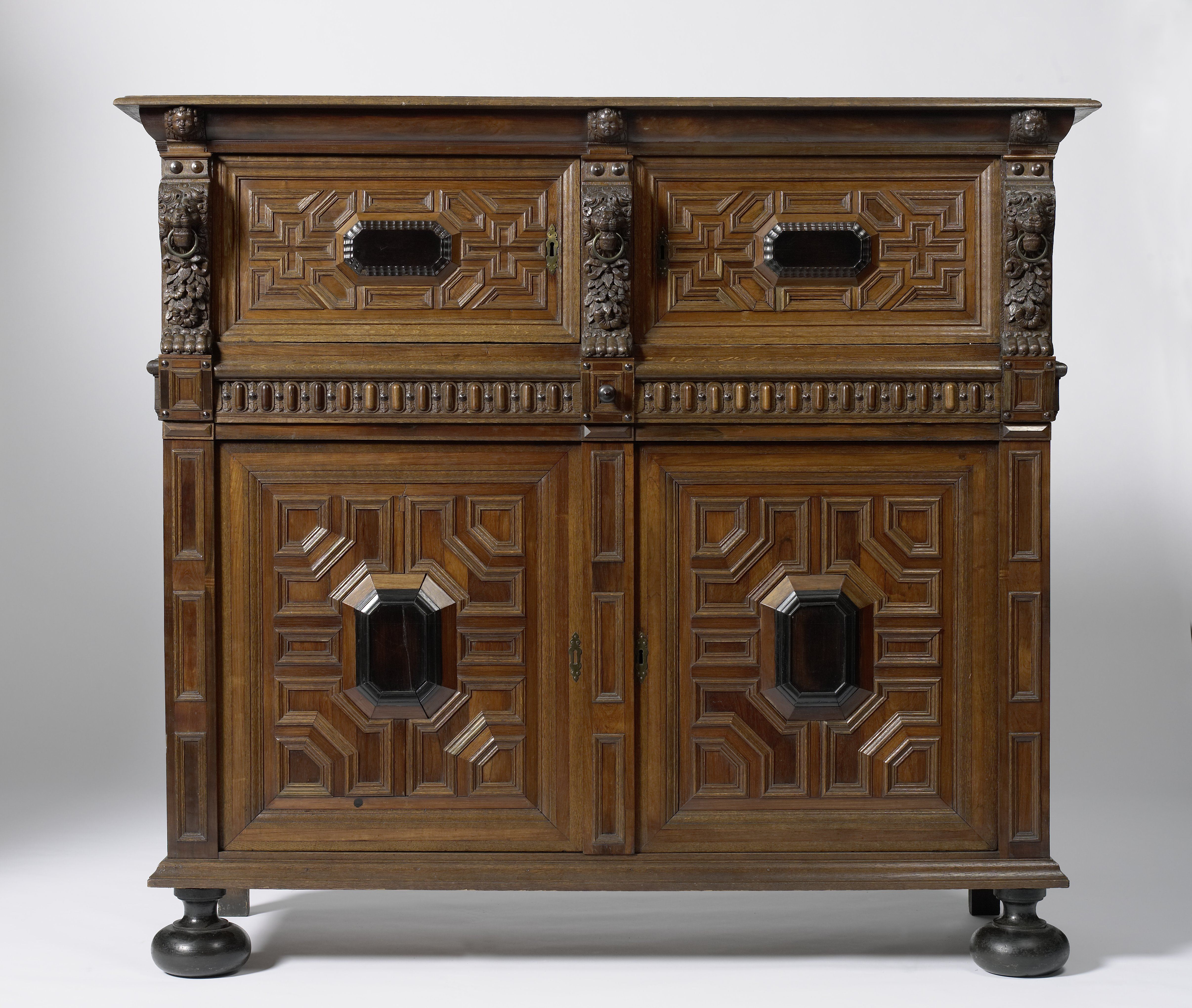
Zeeuwse kast, Rijksmuseum
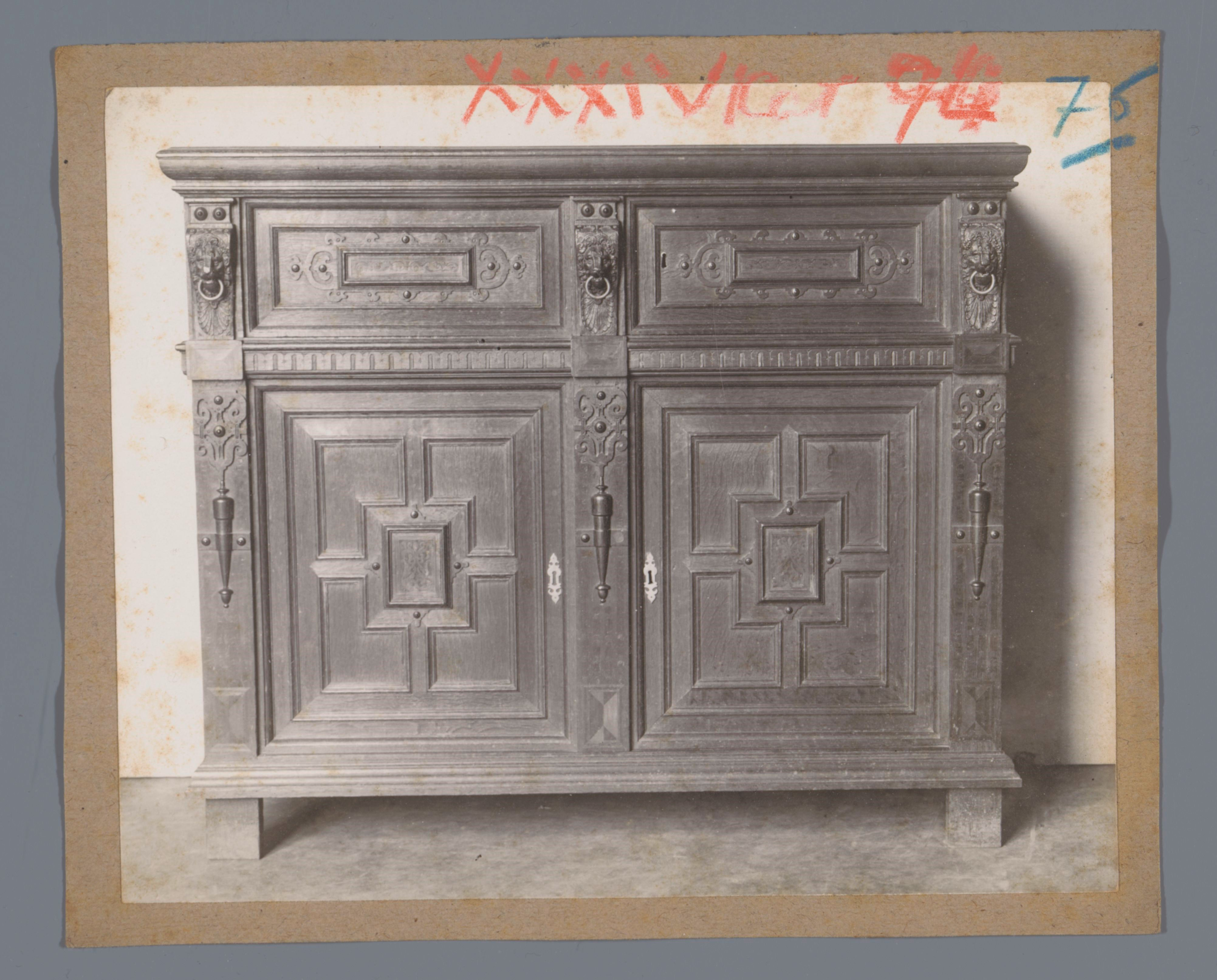
Foto in het Rijksmuseum